# Campeonato Mundial de Motocross de 2014
O Campeonato Mundial de Motocross de 2014 foi a 58º edição do evento de motocross. Começou em fevereiro em Losail no Qatar, com final em setembro de 2014 no México. O campeonato ocorre com 17 etapas mundiais. O campeão foi o italiano Tony Cairoli.